# Medycyna wojskowa

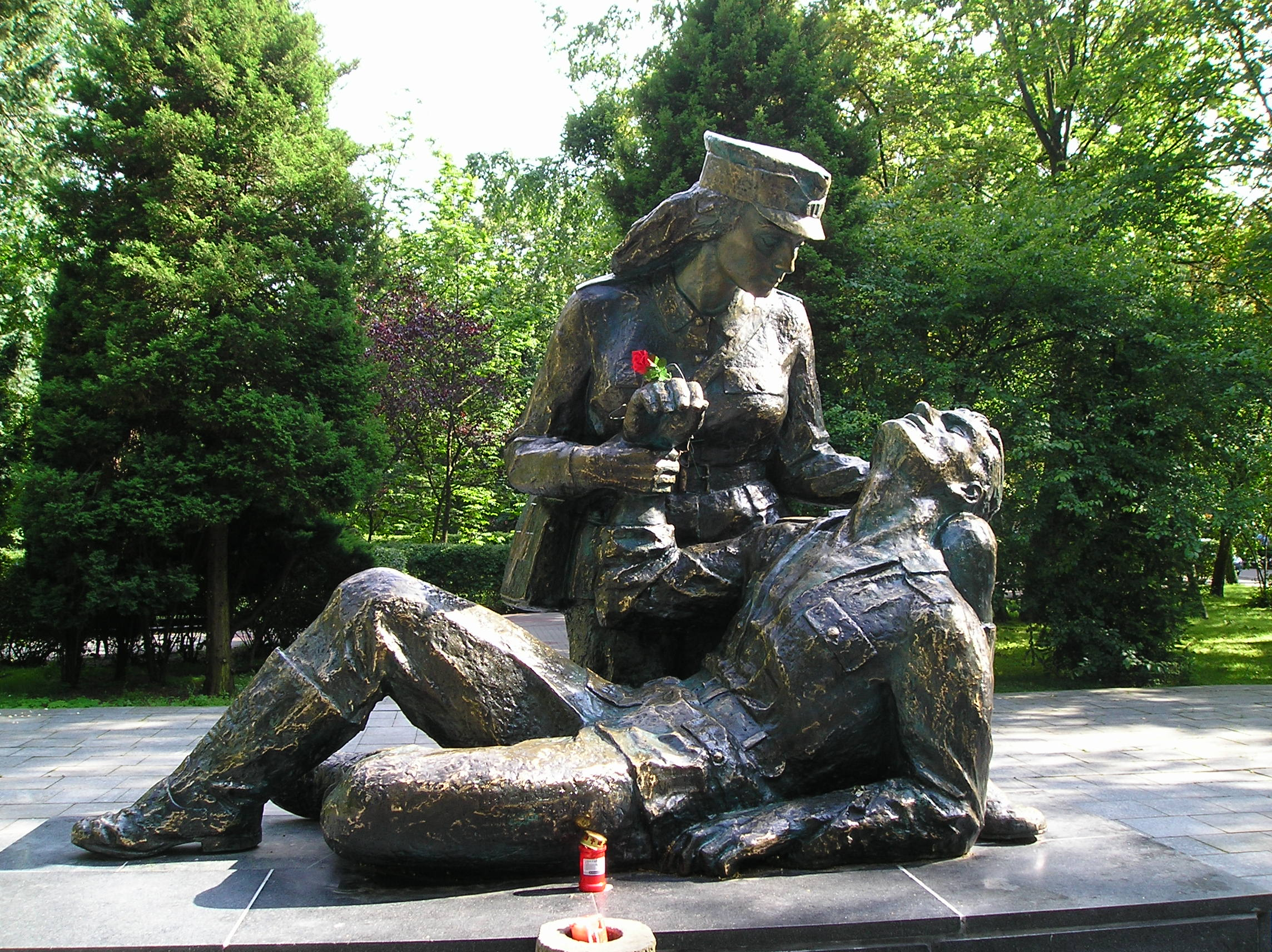
Pomnik Sanitariuszki w Kołobrzegu.

Medycyna wojskowa – gałąź wiedzy medycznej stanowiąca teoretyczną podstawę działalności Wojskowej Służby Zdrowia.
Medycyna wojskowa zajmuje się zagadnieniami związanymi z zapobieganiem chorobom oraz leczeniem chorych i rannych w wojsku w czasie pokoju i wojny. Medycynę wojskową dzieli się na szereg specjalności, jak m.in.:
- higiena w wojsku,
- epidemiologia wojskowa,
- interna polowa,
- chirurgia polowa,
- toksykologia wojskowa.

W Polsce Ludowej zasady medycyny wojskowej wykładane były w Wojskowej Akademii Medycznej i na studiach wojskowych cywilnych akademii medycznych. Szczegółowe problemy medycyny wojskowej opracowują: Wojskowy Instytut Higieny i Epidemiologii im. gen. K. Kaczkowskiego i Wojskowy Instytut Medycyny Lotniczej. Tematyka badań naukowych w zakresie medycyny wojskowej ustalana była i koordynowana przez Radę Naukową do Spraw Medycyny i Farmacji Ministerstwa Obrony Narodowej.
Medycyna wojskowa wiąże się ściśle z medycyną lotniczą, kosmiczną i morską.